# 楠维尔
楠维尔（法語：Ninville，法語發音：[nɛ̃vil]）是法国上马恩省的一个市镇，属于肖蒙区。

## 地理
楠维尔（48°4'28"N, 5°26'13"E）面积9.03 平方千米，位于法国大東部大區上马恩省，该省份为法国东北部内陆省份，北起马恩省和默兹省，西接奥布省，西南接科多尔省，东南接上索恩省，东临孚日省。
与楠维尔接壤的市镇（或旧市镇、城区）包括：比克西埃莱克莱夫蒙、屈沃、巴西尼地区伊斯、梅努沃、诺让、努瓦耶、朗日库尔。

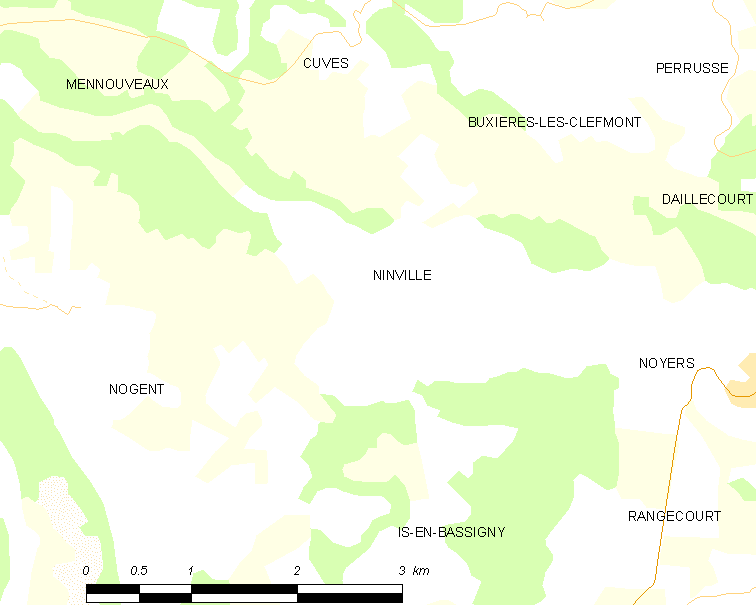
楠维尔的OSM定位图

楠维尔的时区为UTC+01:00、UTC+02:00（夏令时）。

## 行政
楠维尔的邮政编码为52800，INSEE市镇编码为52352。

## 政治
楠维尔所属的省级选区为诺让县。

## 人口

1962-2008年间楠维尔人口变化图示

楠维尔于2022年1月1日时的人口数量为59人。